# Tack, gode Gud, för allt som finns
Tack, gode Gud, för allt som finns är en svensk version av Franciskus av Assisis berömda dikt Solsång från 1220-talet, gjord av Olov Hartman år 1974. I sju strofer besjungs Guds skapelse, med inspiration från Psaltarpsalm nummer 104. Skapelsen besjälas: broder Sol, syster Måne, syster Vatten, broder Eld, moder Jord och syster Död.
Melodi (3/2, C-dur) från Köln, tryckt år 1623 (den s.k. "Mr Bean-psalmen", känd från Mr Beans kyrkobesök - se Rowan Atkinson), alternativt en melodi av Egil Hovland eller en tredje melodi av Börge Ring. Köln-melodin används också i psalm 331: "Guds härlighet oss styrka ger...", men där i D-dur.

## Publicerad i
- Cantarellen 1984 som nummer 27 med Börge Rings melodi.
- 1986 års ekumeniska psalmbok som nr 23 under rubriken "Gud, vår Skapare och Fader".
- Finlandssvenska psalmboken 1986 som nr. 447 under rubriken "Guds skapelse"
- Hela familjens psalmbok 2013 som nummer 184 under rubriken "Vi tackar dig".[1]
- Cecilia 2013 som nummer 38 under rubriken "Gud Fadern".